# 국제승공연합
국제승공연합(國際勝共聯合)은 세계평화통일가정연합(통일교)의 주도로 1968년 1월 창립된 반공주의 단체이다. 1968년 4월에는 일본 국제승공연합이 창립되었다. 세계반공대회(WACL)을 개최하는 등 전세계의 공산주의 종식을 목적으로 한 국제적인 승공(勝共) 운동을 전개하였다.

## 같이 보기
- 세계자유민주연맹